# Кућа у Зајечару у ул. Љубе Нешића бр. 9
Кућа у Зајечару у ул. Љубе Нешића бр. 9 је грађевина која је проглашена непокретним културним добром Републике Србије и под заштитом је Завода за заштиту споменика културе Ниш.

## Историја
Кућа је значајна зато што је у њој рођен народни херој Љубомир Нешић (1918—1941), студент права, члан Окружног комитета Савеза комуниста Југославије за Зајечар, политички комесар Крајинског партизанског одреда и народни херој Југославије. Као гимназијалац је био активан у редовима револуционарне омладине, а на факултету је наставио још већу политичку активност па је 1939. године примљен у Комунистичку партију Југославије. Био је руководилац омладинске секције Удружења Тимочана и Крајинаца. Активно је радио и са радницима, организовао политичке скупове и штрајкове због чега је више пута ухапшен. Када је почетком 1940. године формиран Окружни комитет Савеза комуниста Југославије за Зајечар, Нешић је изабран за његовог члана, највише се ангажовао за стварање нових партијских организација. После априлског рата и окупације Краљевине Југославије је радио на припремама, организацији и дизању устанка. Учествовао је на састанку ОК Савеза комуниста Југославије за Зајечар 28. јуна 1941. на Белом Брегу када је одлучено да се формирају Бољевачки, Крајински и Заглавски НОП одред. После тог састанка је активно радио на стварању партизанских одреда у Крајинском и Неготинском срезу. Када је 1. августа 1941. на Шуљевцу код Метриша формиран Крајински партизански одред Нешић је постављен за политичког комесара. Прве акције су биле разоружавање жандармеријских посада на железничким станицама Рајац, Тамнич и Брусник, а затим заузимање среског места Салаш. Погинуо је приликом напада на Крајински партизански одред 29. септембра 1941. на источним падинама планине Дели Јован код села Сиколе. За народног хероја је проглашен 14. децембра 1949. године. Његова родна кућа је уписана у централни регистар 14. јануара 2011. под бројем СК 2069, а у регистар Завода за заштиту споменика културе Ниш 15. маја 2001. под бројем СК 318.